# Burkardroth
Burkardroth er en købstad i Landkreis Landkreis Bad Kissingen i Regierungsbezirk Unterfranken i den tyske delstat Bayern.

## Geografi
Byen ligger i den sydlige ende af Biosfærereservat Rhön cirka 14 kilometer nordvest for Bad Kissingen. Mod nord grænser kommunen til Landkreis Rhön-Grabfeld.

### Inddeling
Burkardroth er inddelt i 12 bydele, landsbyer og bebyggelser:
- Burkardroth,
- Frauenroth,
- Gefäll,
- Katzenbach,
- Lauter,
- Oehrberg,
- Premich,
- Stangenroth,
- Stralsbach,
- Waldfenster,
- Wollbach
- Zahlbach.